# Saulces-Champenoises
Saulces-Champenoises é uma comuna francesa na região administrativa de Grande Leste, no departamento das Ardenas. Estende-se por uma área de 22,64 km². Em 2010 a comuna tinha 240 habitantes (densidade: 10,6 hab./km²).